# Brocas
Brocas (inoffiziell auch Brocas-les-Forges) ist eine französische Gemeinde mit 727 Einwohnern (Stand 1. Januar 2022) im Département Landes in der Region Nouvelle-Aquitaine (vor 2016: Aquitanien). Sie gehört zum Arrondissement Mont-de-Marsan und zum Kanton Haute Lande Armagnac.
Der Name in der gascognischen Sprache lautet Brocar. Sein Ursprung ist der Name der Pflanze, die den Ort umsäumt, denn das gascognische Wort broc bedeutet „Weißdorn“.
Die Einwohner werden Brocassais und Brocassaises genannt.

## Geographie
Die Gemeinde Brocas liegt ca. 15 Kilometer nördlich von Mont-de-Marsan im größten Waldgebiet Frankreichs, den Landes de Gascogne, in der historischen Provinz Gascogne.
Umgeben wird Brocas von den Nachbargemeinden:
|        | Vert Labrit                                 |                 |
| Garein | Kompassrose, die auf Nachbargemeinden zeigt | Bélis Maillères |
|        | Cère                                        | Canenx-et-Réaut |

Brocas liegt im Einzugsgebiet des Flusses Adour.
Der Estrigon, ein Nebenfluss der Midouze, durchquert das Gebiet der Gemeinde ebenso wie seine Nebenflüsse,
- der Ruisseau Las Garrègues,
- der Ruisseau de Biensang,
- der in Brocas entspringende Ruisseau de Champoou,

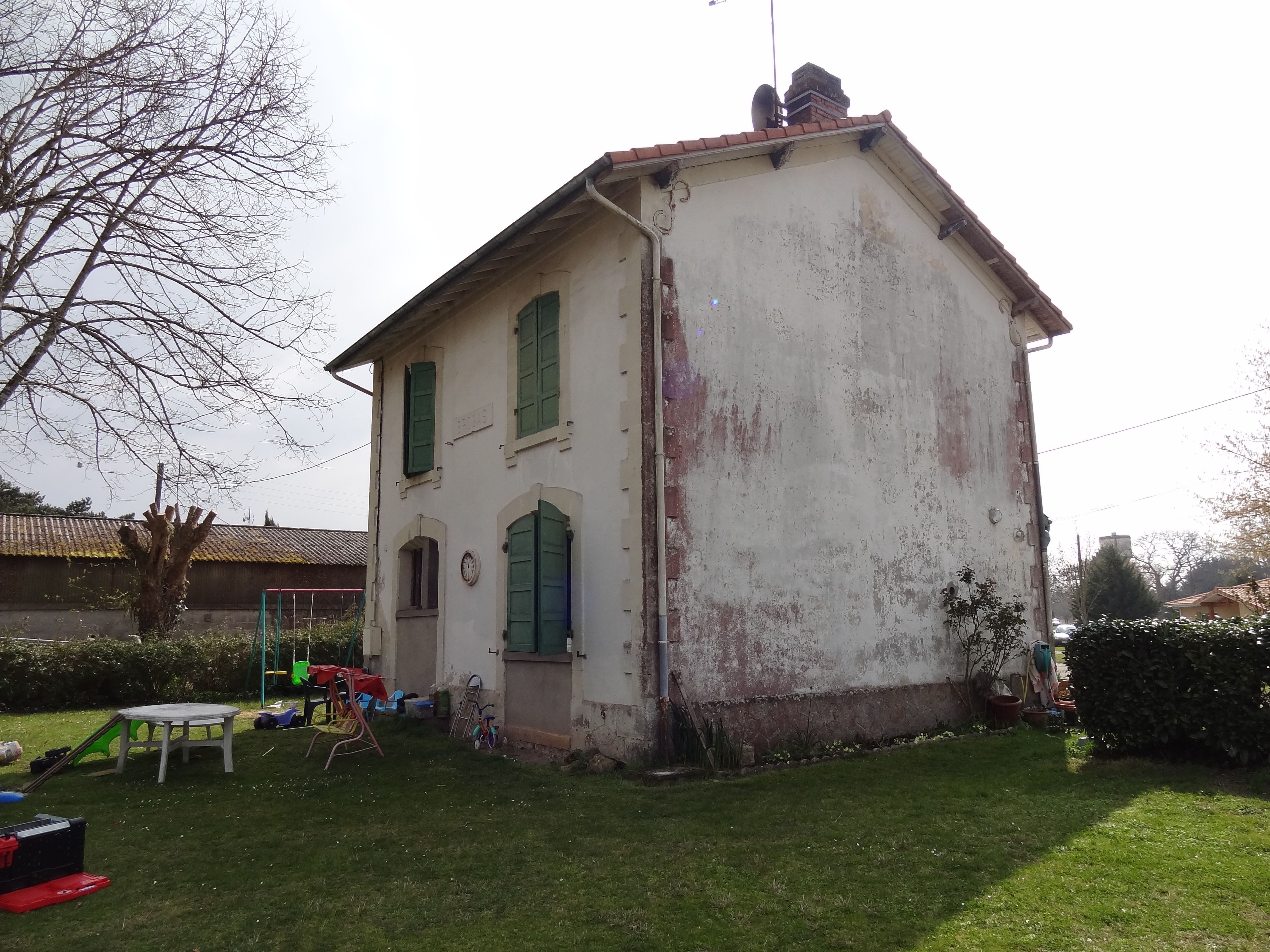
Ehemaliges Bahnhofsgebäude

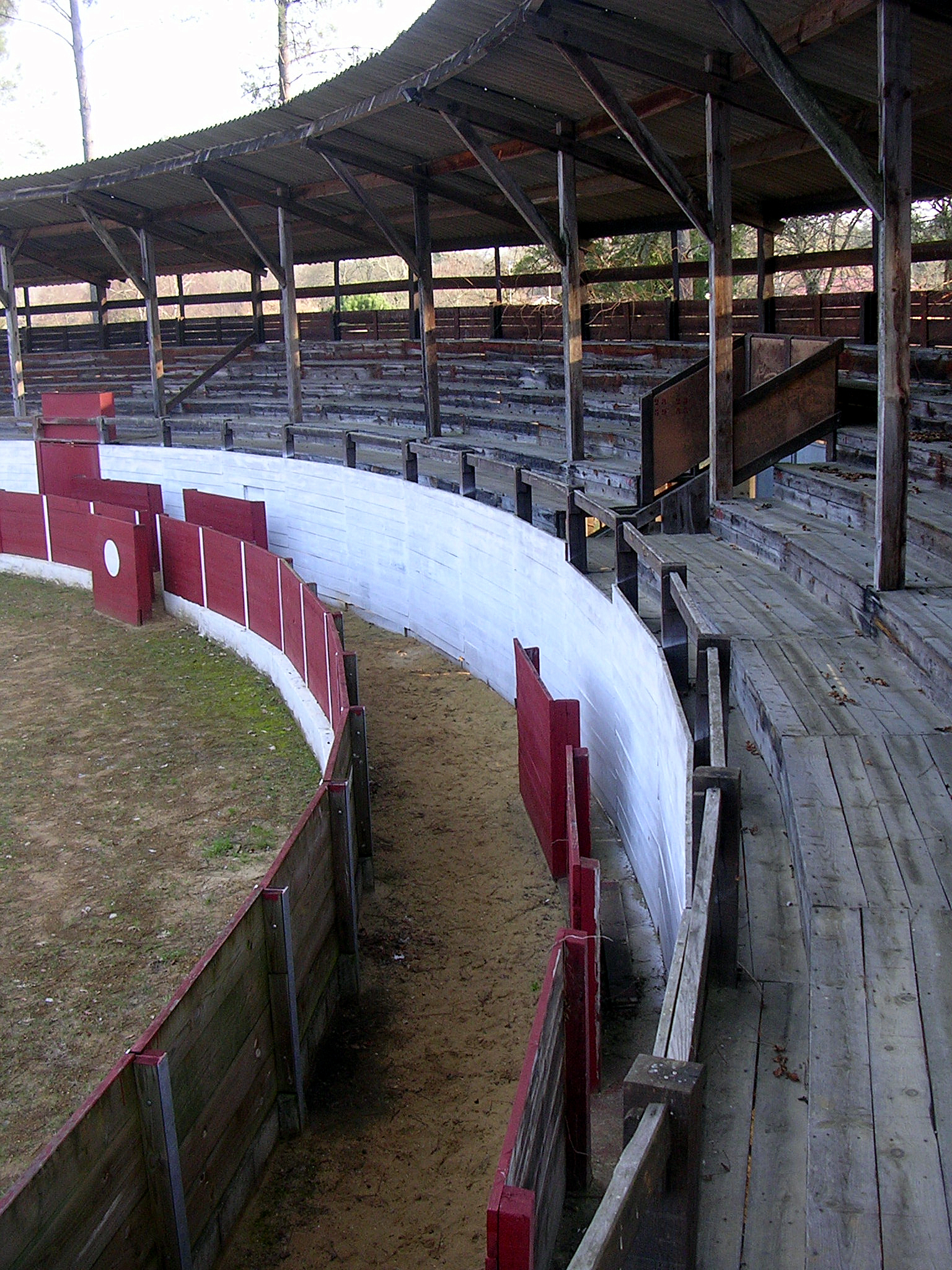
Arena

- der Ruisseau de Barbe,
- der Bario und
- der in Brocas entspringende Ruisseau de Tourtilla.[4]

## Geschichte
Im Jahre 1818 wurde in Brocas ein Hügelgrab mit mehreren Sarkophagen zerstört. 1849 wurde ein Mosaik gefunden, das die Existenz einer Villa in gallorömischer Zeit belegt. Die Grundherren von Brocas, ein Nebenzweig der Familie d’Albret, ließen sich vom 12. bis zum 14. Jahrhundert in Brocas nieder. Im Rahmen der Hugenottenkriege wurde die Kirche im Jahre 1569 durch protestantische Truppen beschädigt und geplündert. In der Wirrnis der Fronde geschah dies erneut im Jahre 1653. Im 19. Jahrhundert erlebte Brocas einen wirtschaftlichen Aufschwung mit dem Aufkommen der Verhüttung von Eisen. Bis zu dem Zeitpunkt war Brocas umsäumt von einem Korkeichenwald, der verschwand und mit ihm die Forstwirtschaft, um Platz für die Schmieden zu schaffen. Um die Bedeutung dieses Wirtschaftszweigs zu unterstreichen, nahm die Gemeinde den Namen Brocas-les-Forges an. Am 15. Januar 1843 führte der Estrigon Hochwasser und es kam zu einer Überschwemmung, bei der mehrere Personen starben und eine vermisst wurde. Aufgrund des Deutsch-Französischen Kriegs erfuhr die Schmiedeindustrie mit der Produktion von Waffen einen letzten Aufschwung, bevor die Betriebe 1889 endgültig geschlossen wurden. Die Gießereien wurden bis zu Beginn des 20. Jahrhunderts noch weiter betrieben, bis sie nach Villenave-d’Ornon im benachbarten Département Gironde verlagert wurden.
Brocas besaß einen Bahnhof an der Eisenbahnlinie, die Mont-de-Marsan mit Luxey verband und 1906 eröffnet wurde. 1955 wurde die Beförderung von Personen, 1959 der Güterverkehr eingestellt.

### Einwohnerentwicklung
Nach Beginn der Aufzeichnungen stieg die Einwohnerzahl bis zur Mitte des 19. Jahrhunderts auf ein Niveau von rund 1300, das bis zu Beginn des 20. Jahrhunderts gehalten wurde. In der Folgezeit sank die Größe der Gemeinde bei kurzen Erholungsphasen bis zu den 1980er Jahren auf rund 615 Einwohner, bevor eine Wachstumsphase einsetzte, die heute noch andauert.
| Jahr      | 1962 | 1968 | 1975 | 1982 | 1990 | 1999 | 2006 | 2010 | 2022 |
| --------- | ---- | ---- | ---- | ---- | ---- | ---- | ---- | ---- | ---- |
| Einwohner | 838  | 718  | 639  | 616  | 656  | 700  | 766  | 787  | 727  |

## Gemeindepartnerschaft
Brocas unterhält seit 2017 zusammen eine Partnerschaft mit Latulipe-et-Gaboury in der kanadischen Provinz Québec.

## Sehenswürdigkeiten

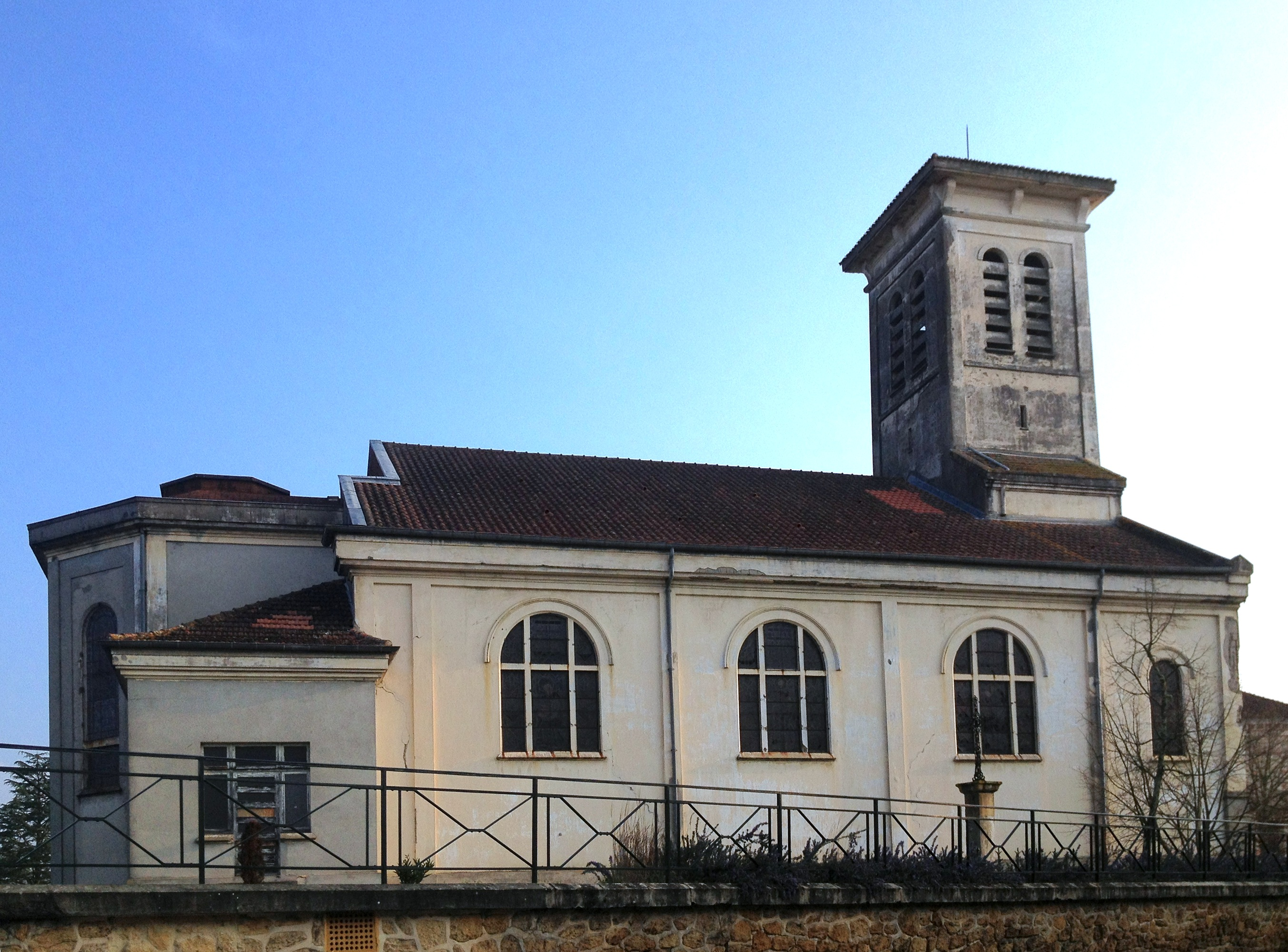
Pfarrkirche Saint-Jean-Baptiste

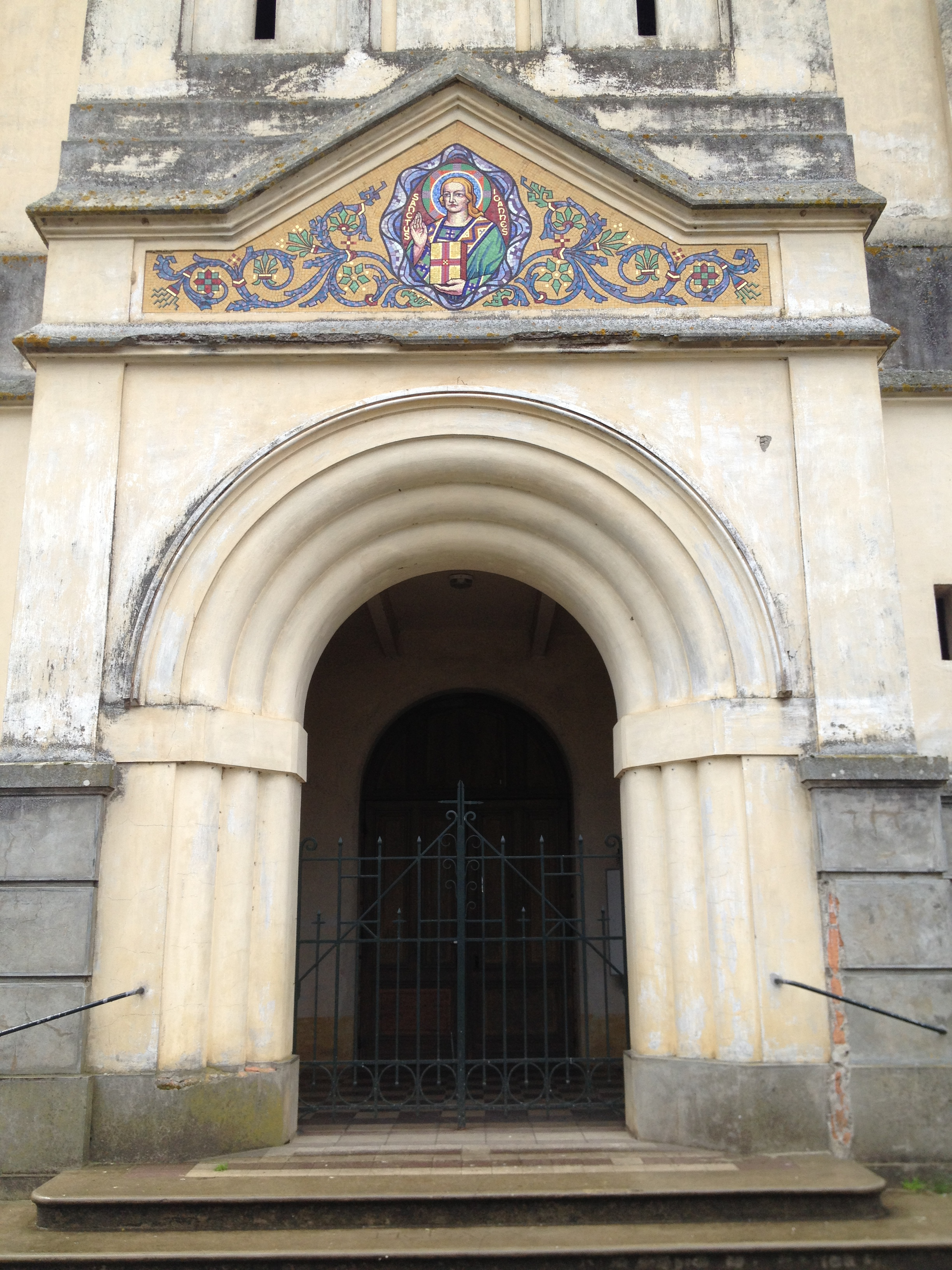
Eingangsportal

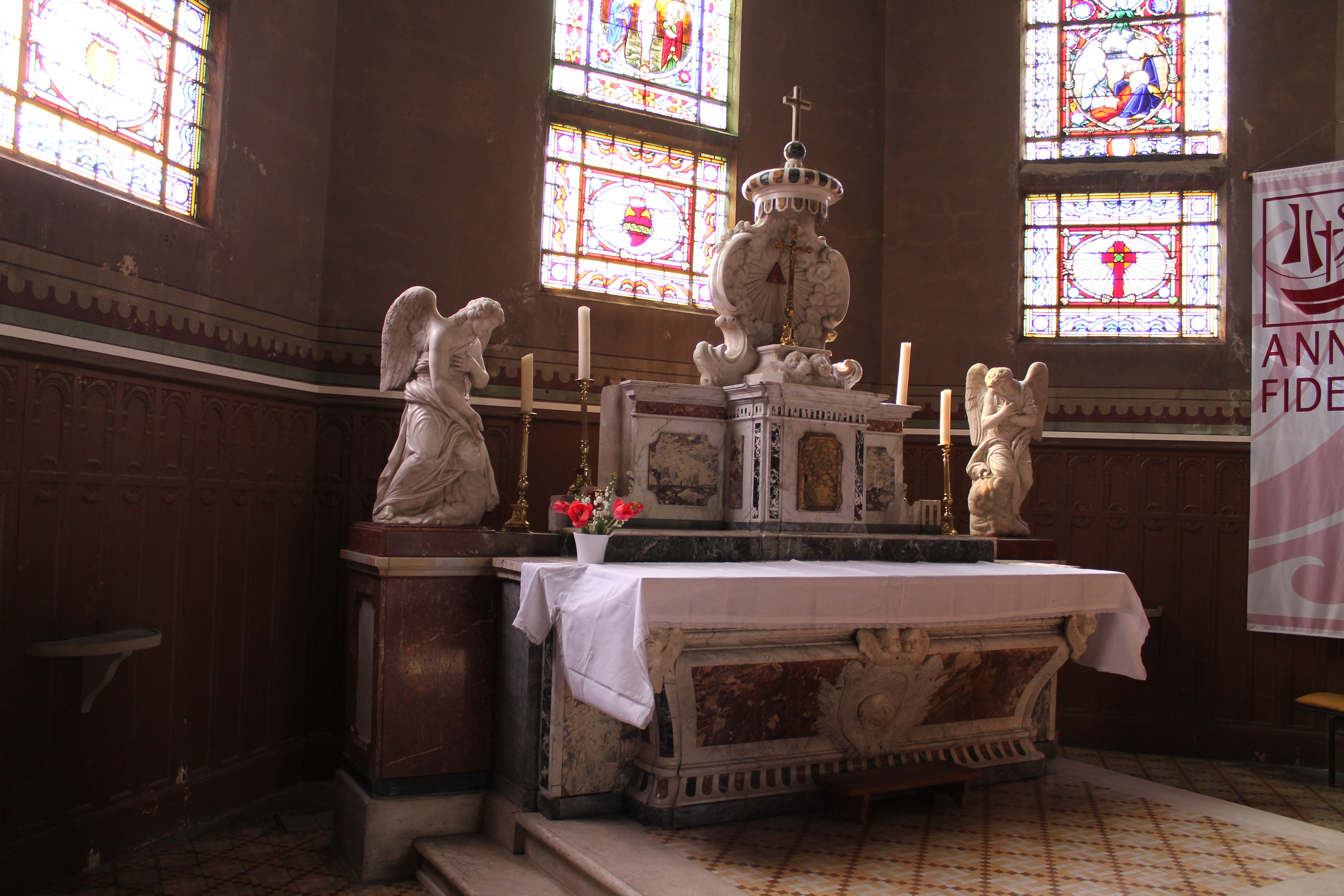
Hauptaltar

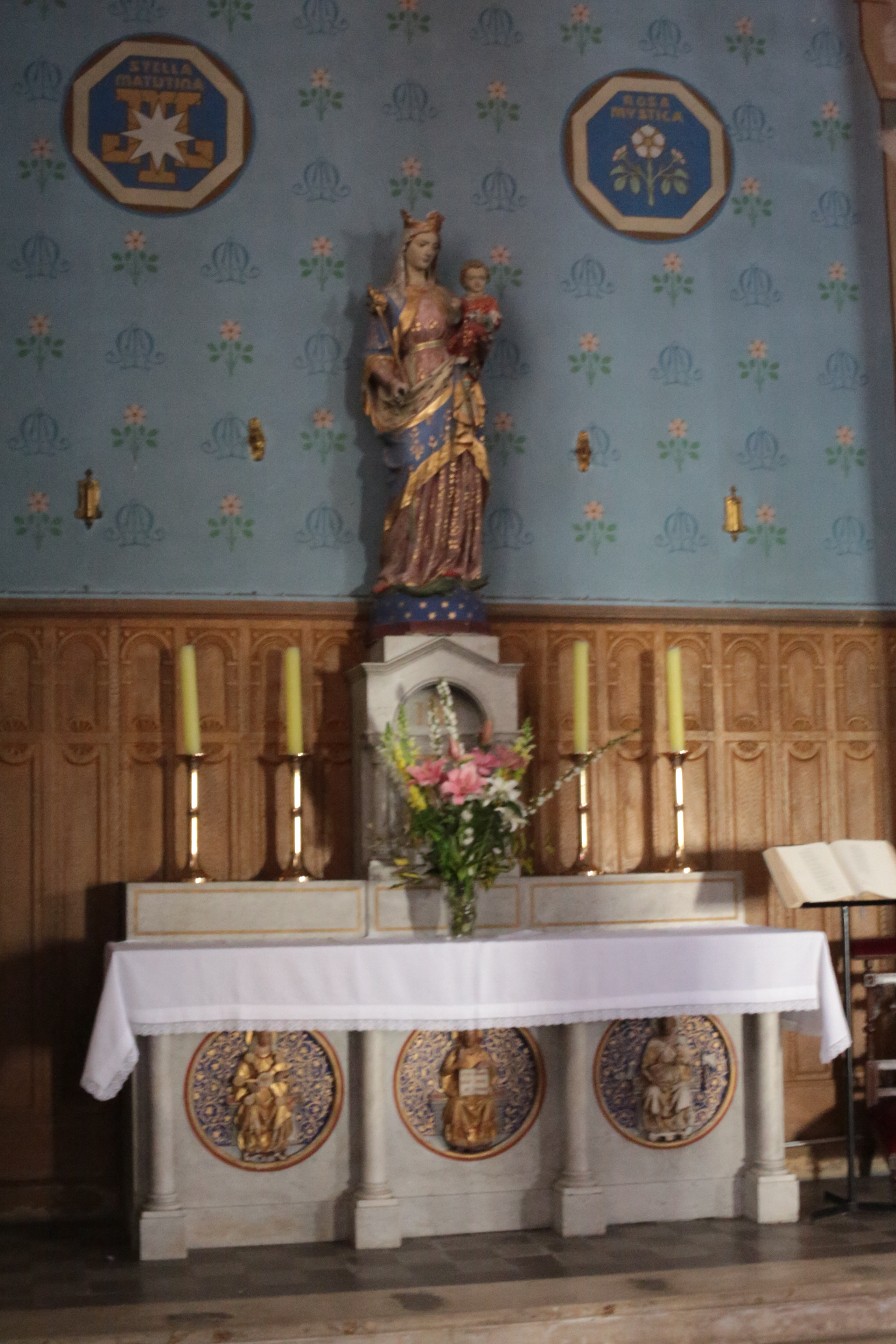
Nebenaltar

### PfarrkircheSaint-Jean-Baptiste
Sie ist Johannes dem Täufer geweiht. Die erste Kirche, die sich im Besitz der Abtei Saint-Sever befand, datierte aus dem 11. Jahrhundert. Im 12. Jahrhundert wurde sie neu gebaut. Im Jahre 1569 plünderten und beschädigten protestantische Truppen die Kirche, 1652 wurde sie erneut in Mitleidenschaft gezogen. Im Jahre 1856 wurde das Gotteshaus nach Plänen des Architekten Jules Sibien restauriert und vergrößert. Das Langhaus wurde um ein südliches Seitenschiff erweitert. Der Chor wurde nach Westen verlegt und das Eingangsportal nach Osten mit einer Instandsetzung im neuromanischen Stil. Trotz dieser Arbeiten stürzte das Gewölbe in der Nacht vom 2. auf den 3. März 1928 ein. Der Wiederaufbau unter der Leitung des Architekten Franck Bonnefous aus Mont-de-Marsan wurde 1930 fertiggestellt, wie das auf der Stufe des Eingangs eingravierte Datum „MCMXXX“ sowie die Inschrift „1.3.30 / MB / 1930“ im Innern des Glockenturms auf der ersten Etage attestieren. Das Besondere an diesem jüngsten Bau ist, dass er als einziger Kirchenbau des Départements vollständig aus Stahlbeton hergestellt wurde. Eine erneute Restaurierung der Fassade und des Glockenturms wurde im Jahre 2015 begonnen. Die heutige Kirche besitzt drei Kirchenschiffe mit einer Länge von vier Jochen, die durch Pfeiler getrennt werden, die große Rundbogenarkaden tragen. Das Langhaus wird durch eine dreiwandige Apsis verlängert, die von zwei Sakristeien flankiert wird. Der viereckige Glockenturm ragt mit seinem fast flachen Zeltdach aus der Ostfassade empor. An seinem Fuß befindet sich das Eingangsportal mit Archivolten in Rundbogenform. Das Mosaik auf dem Tympanon stammt aus der Werkstatt des Glasmalers Gustave Pierre Dagrant aus Bordeaux aus dem Jahre 1930. Es zeigt die Ikonografie des Evangelisten Johannes, bartlos und das Buch des Evangeliums haltend, was auf einer Verwechslung beruht. Der Eintrag der Kirche des Jahres 1335 im Liber aureus des Bistums Aire-sur-l’Adour lautet Sanctus Joannes.
Drei Glasfenster sind Werke des Glasmalers Gustave Pierre Dagrant aus dem Jahr 1865, die beim Neubau im Jahre 1930 wiederverwendet wurden. Damit diese in die neuen, größeren Fensteröffnungen passen, wurden sie 1930 unten durch rechteckige Abschnitte mit runden Medaillons verlängert.
Folgende Darstellungen werden in diesen drei Glasfenstern gezeigt:
- Salvator mundi und Passion Christi (Hauptteil) sowie Herz Jesu als Symbol für Nächstenliebe und Wohltätigkeit (unterer Teil),
- Unbefleckte Empfängnis und Verkündigung des Herrn (Hauptteil) sowie ein Anker als Symbol für die Hoffnung (unterer Teil) und
- der heilige Josef mit Jesuskind und sein Tod (Hauptteil) sowie ein Kreuz als Symbol für den Glauben (unterer Teil).[11]

Die beiden letzten Fenster sind im Januar 2009 durch den Wintersturm Klaus teilweise zerstört worden, worauf eine Restaurierung noch im gleichen Jahr anlief.
Weitere neun Glasfenster datieren aus dem Jahr 1930 und entstammen dem Atelier der Söhne des Glasmalers Gustave Pierre Dagrant.
Sie zeigen biblische Personen und Szenen:
- Maria mit Jesuskind auf einem Thron und mit einer Krone,
- den heiligen Josef mit Winkel und Lilie,
- den Apostel Petrus mit Schlüssel und Buch,
- den Erzengel Michael mit Schild und Lanze, eine Schlange mit den Füßen tretend,
- den heiligen Vinzenz von Paul, ein Kind tragend,
- die Unbefleckte Empfängnis,
- die Taufe Jesu,
- den heiligen Paulus mit Buch und Schwert und
- Zierwerk mit Kreuz, Winkel und Weinranken.[12]

Die heutige Kirche hat mehrere Ausstattungsgegenstände vor dem Einsturz des Gewölbes im Jahre 1928 behalten. der älteste und wichtigste ist hierbei der Hauptaltar aus polychromen Marmor, ein Werk der Brüder Mazzetti, die aus dem Piemont stammten und sich in der zweiten Hälfte des 18. Jahrhunderts in Avignon niederließen. Diese und viele weitere Objekte sind als nationale Kulturgüter registriert. Die Kirche ist seit dem 6. August 2013 als Monument historique eingeschrieben.

Glasfenster der Pfarrkirche
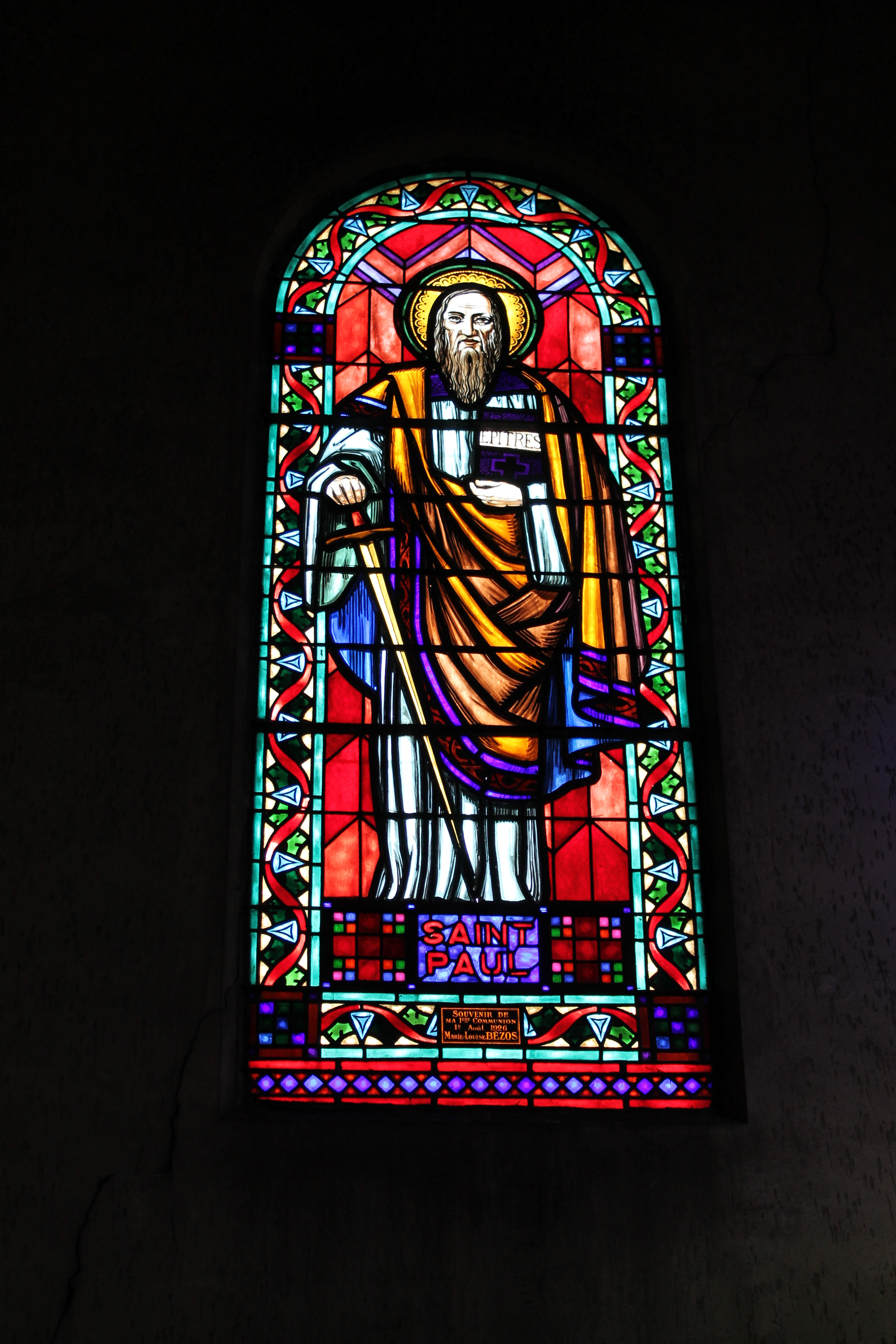
Paulus
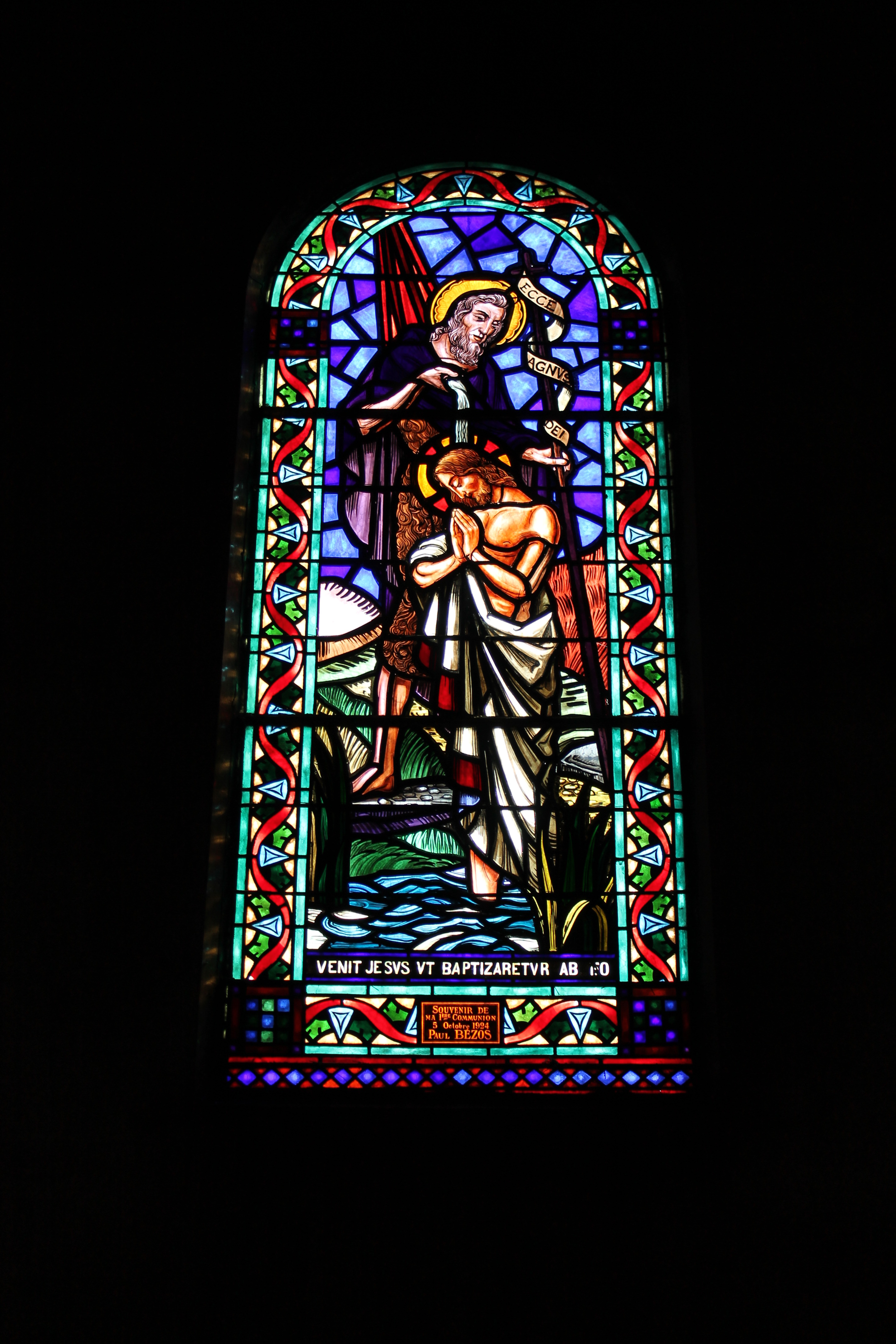
Taufe Jesu
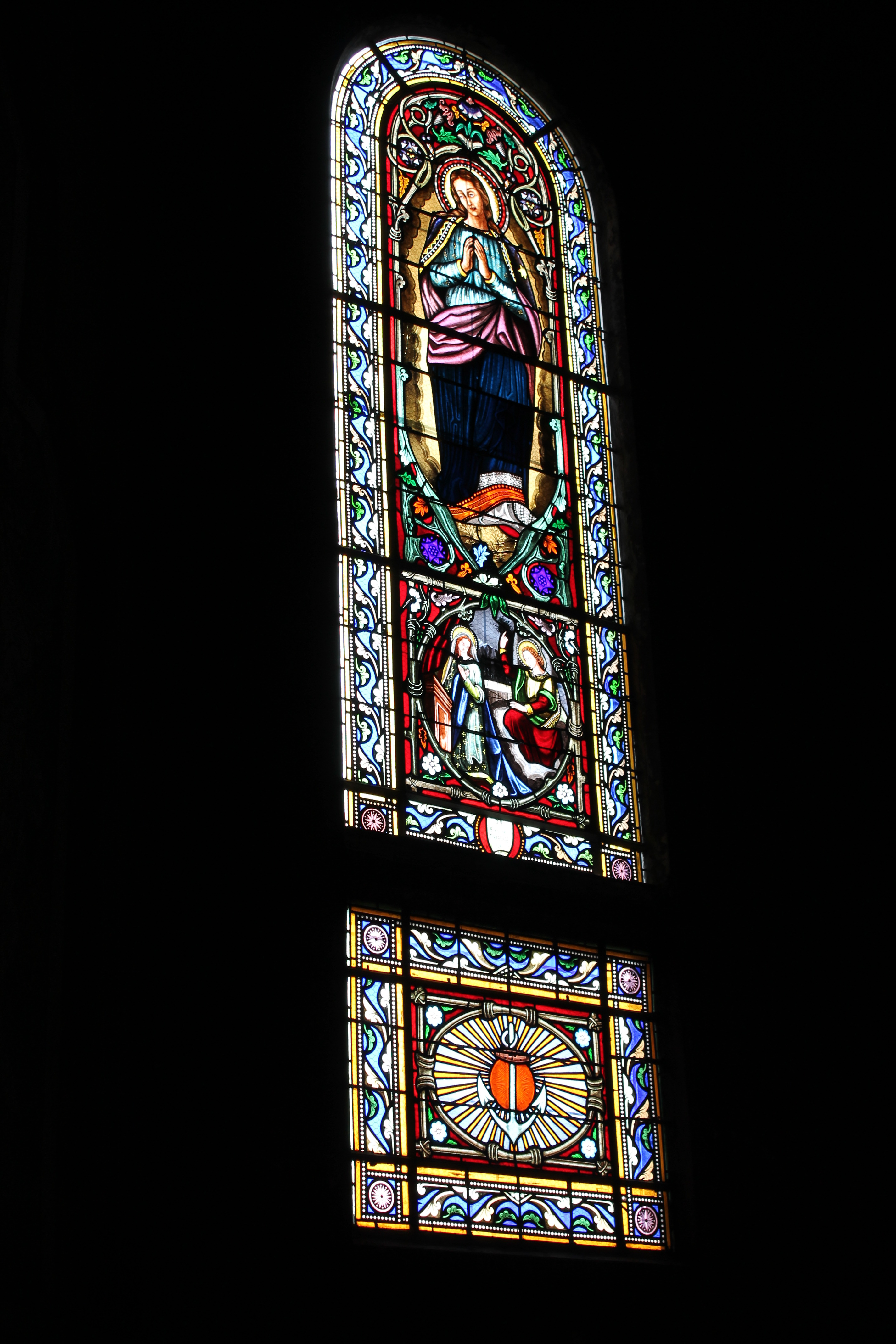
Unbefleckte Empfängnis und Verkündigung des Herrn
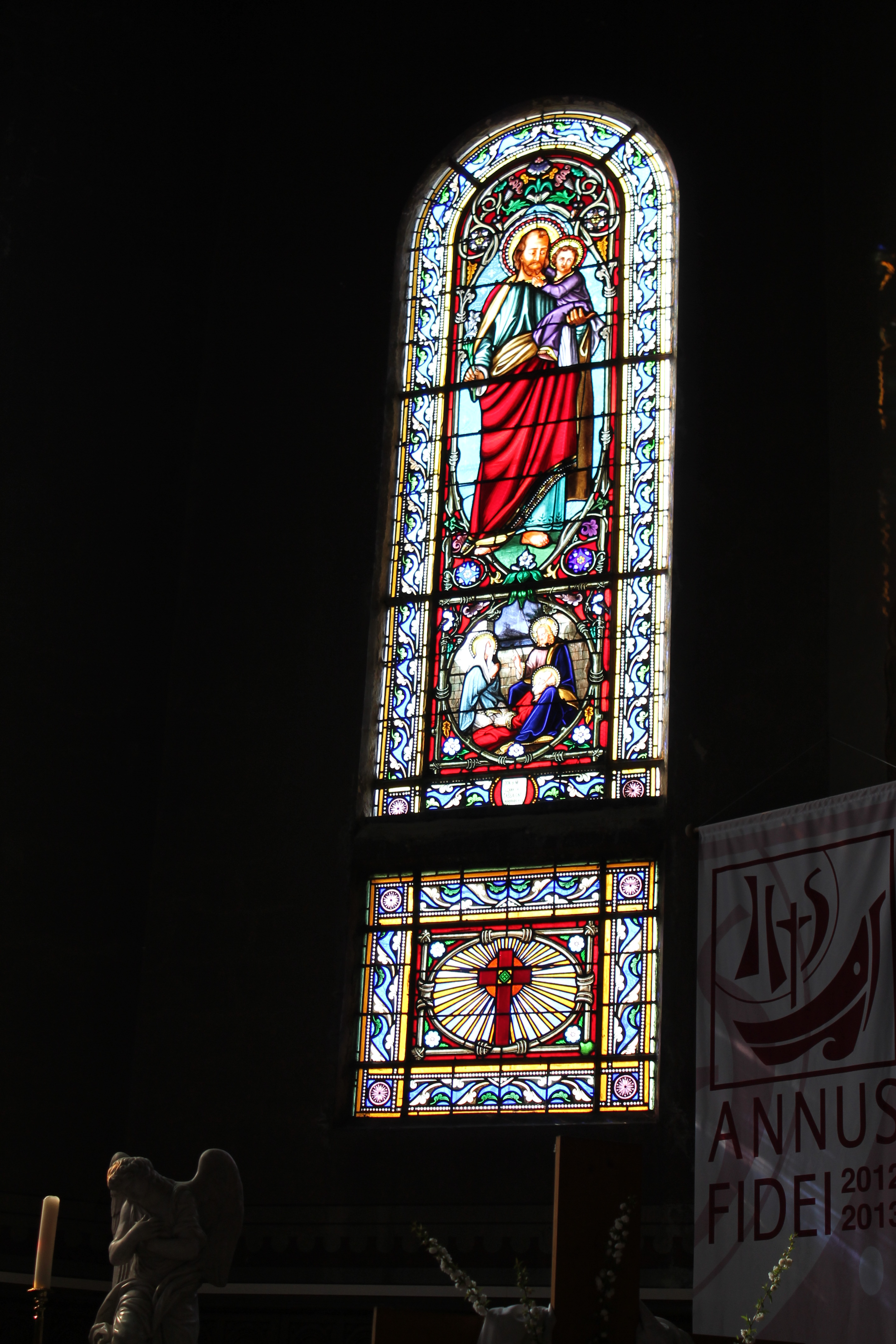
Josef mit Jesuskind und Josefs Tod
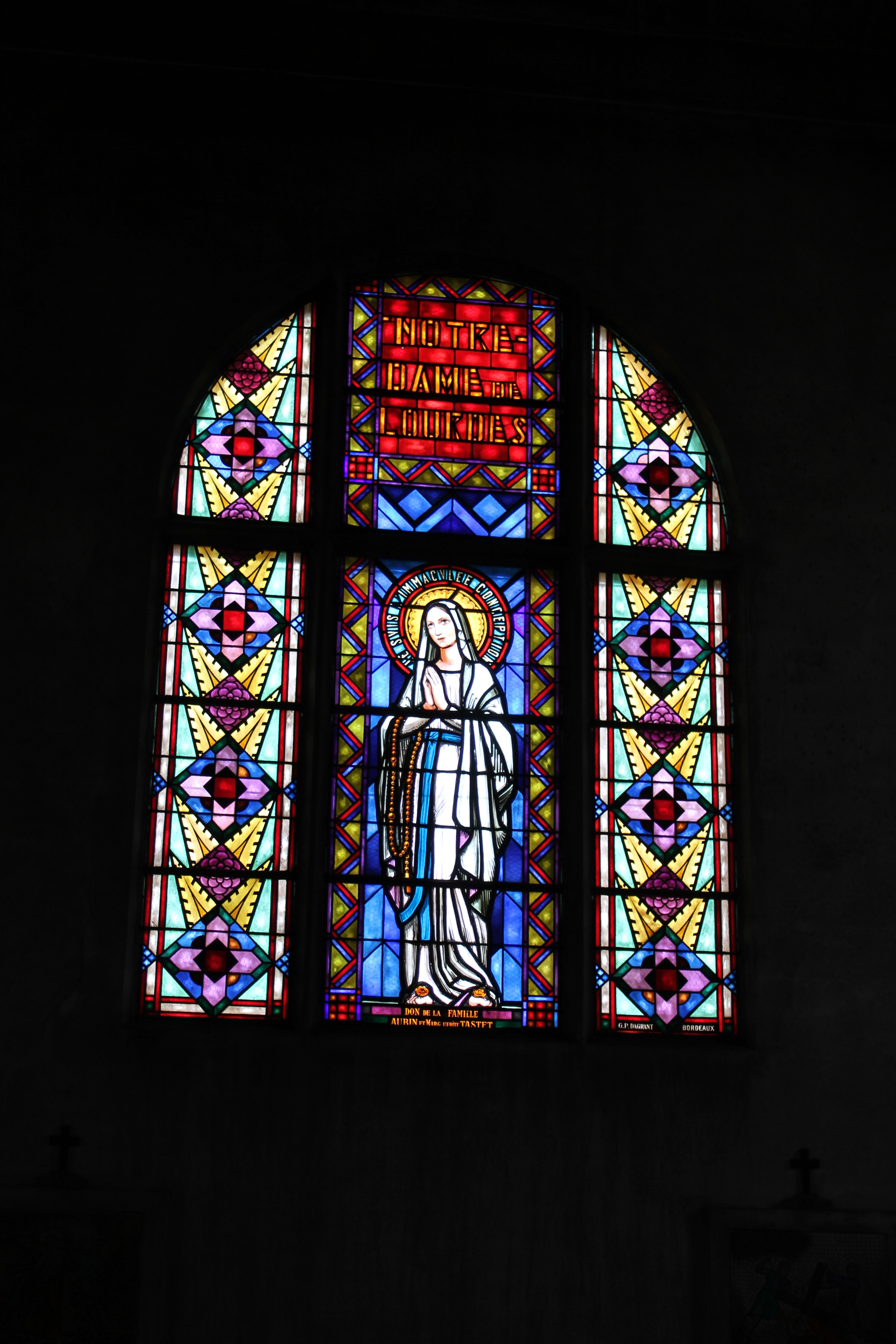
Notre-Dame de Lourdes
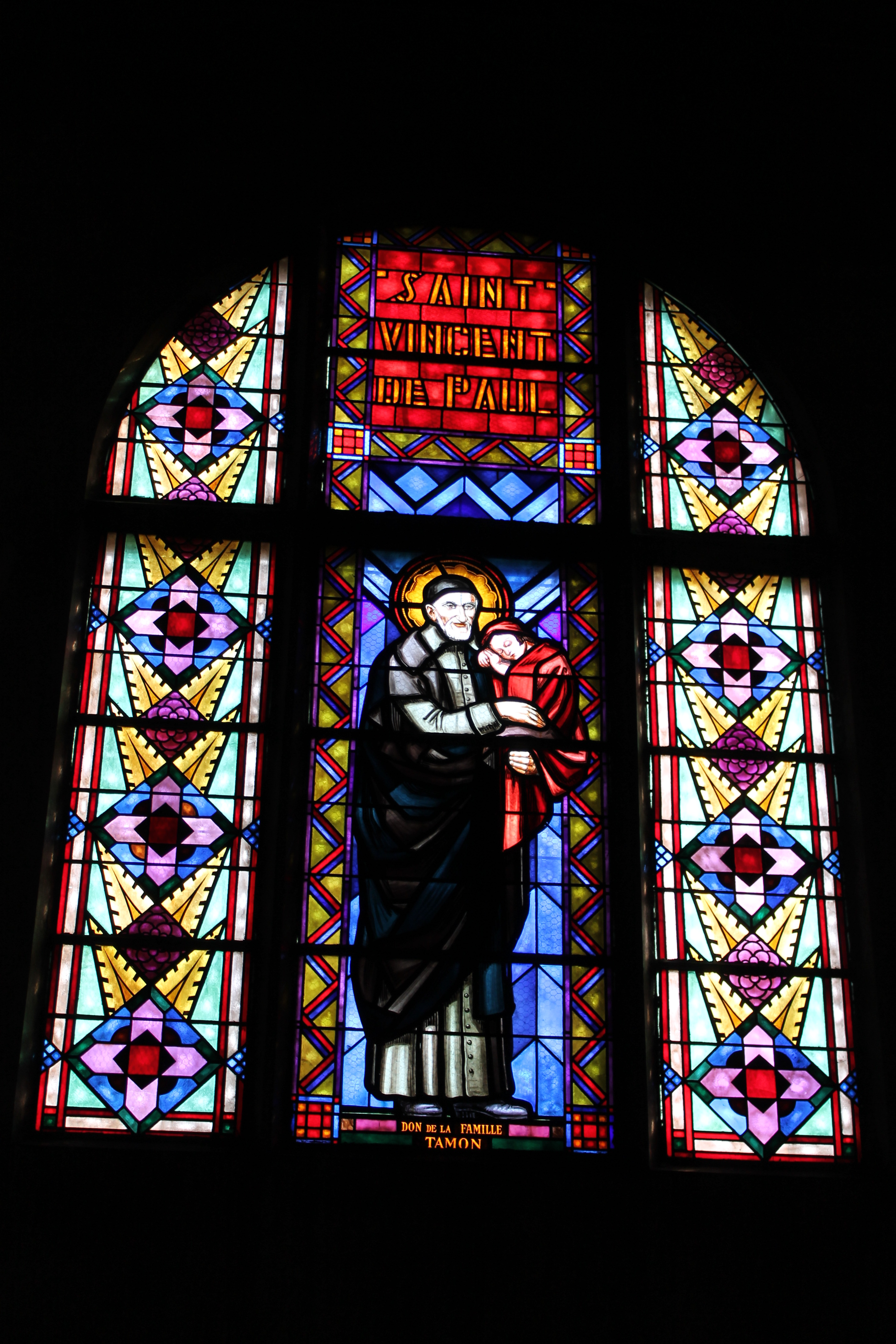
Vinzenz von Paul
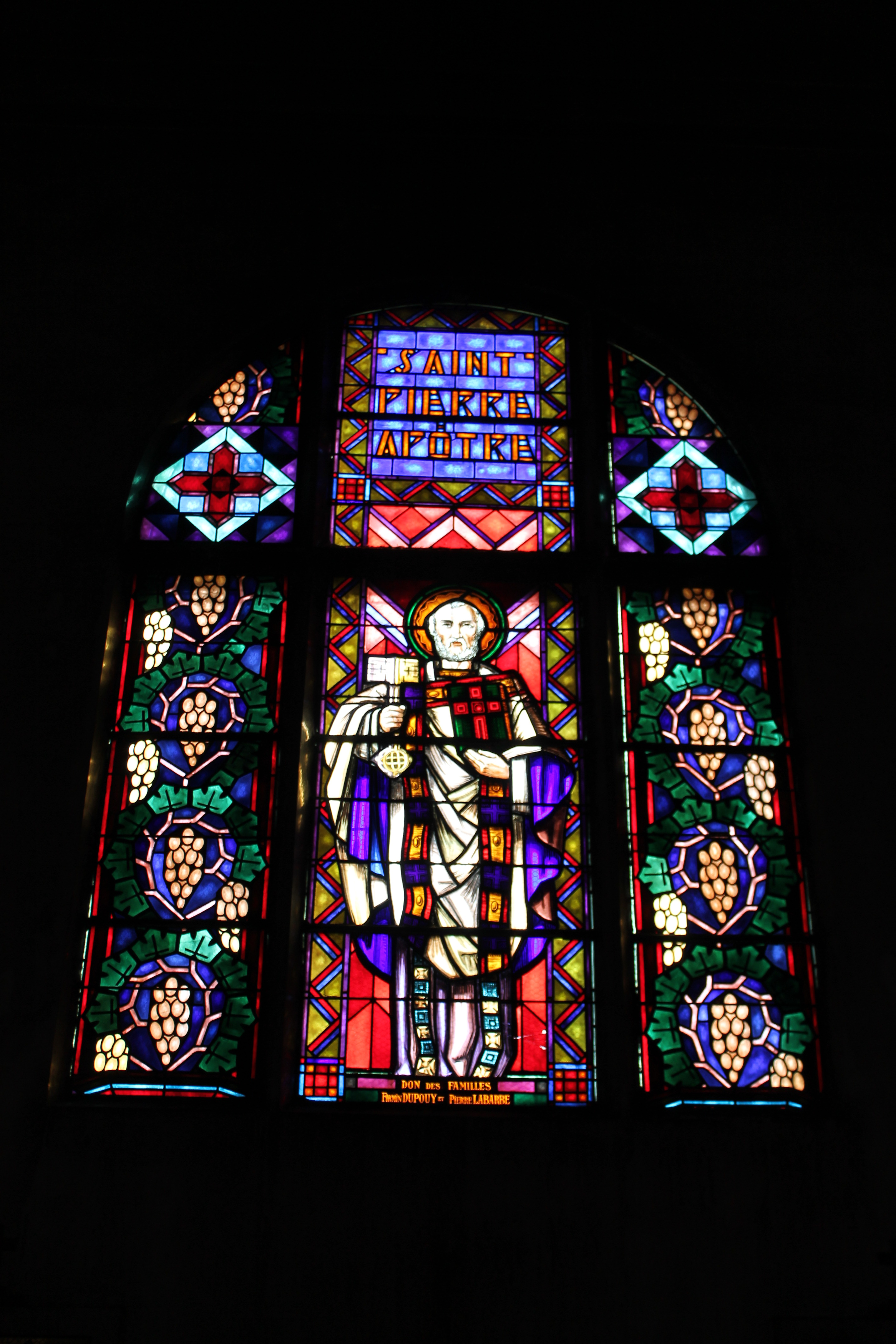
Petrus
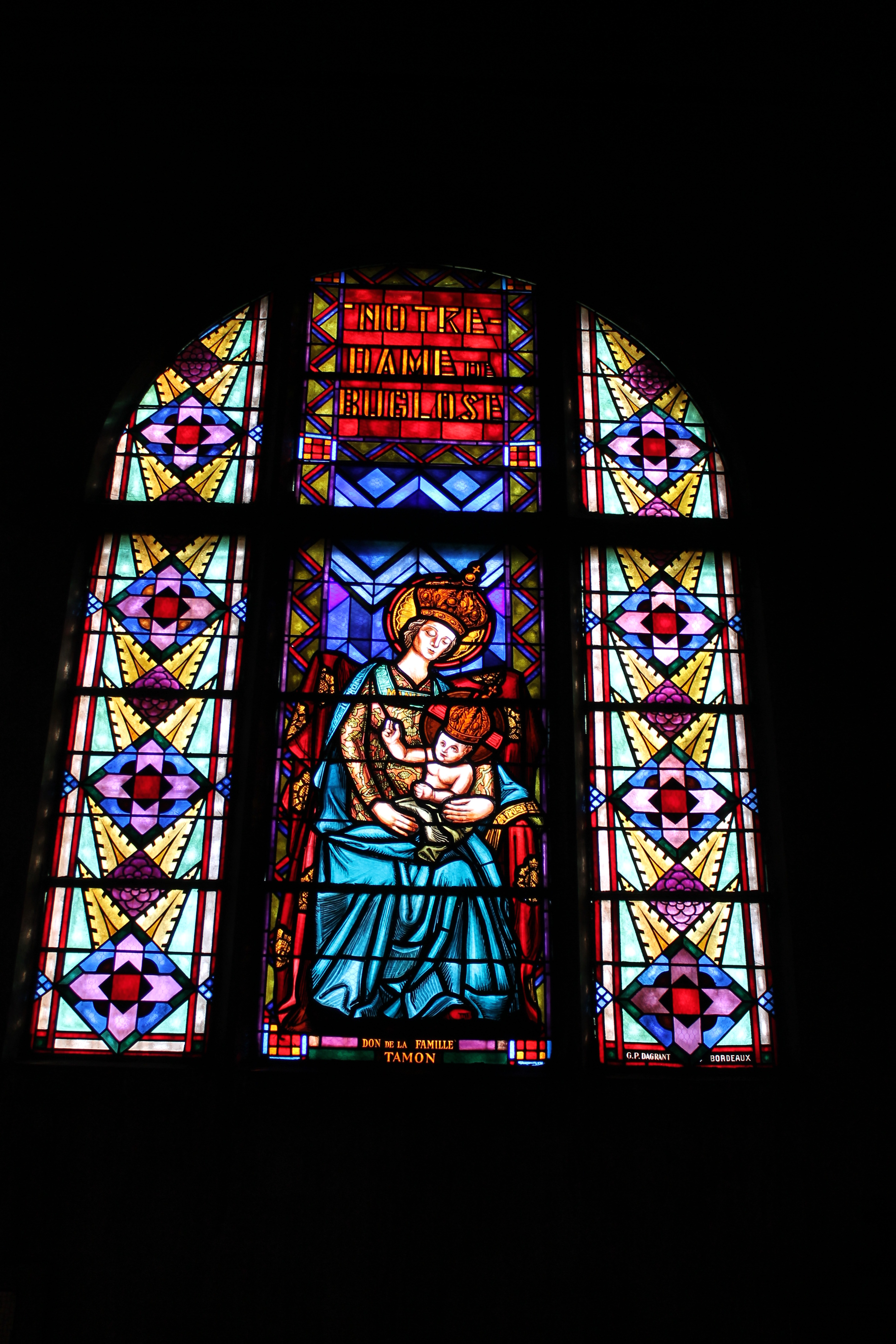
Maria mit Jesuskind
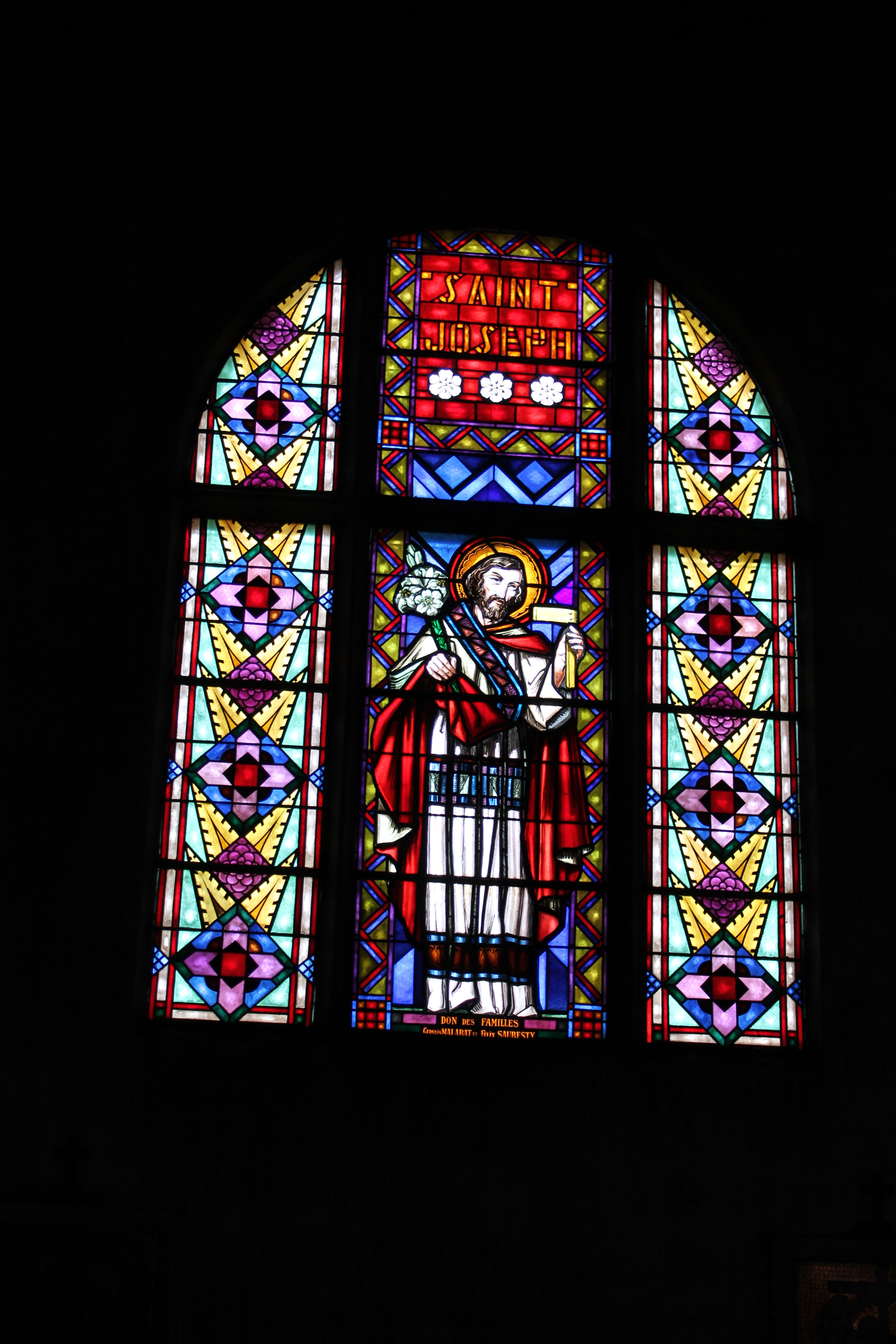
Josef
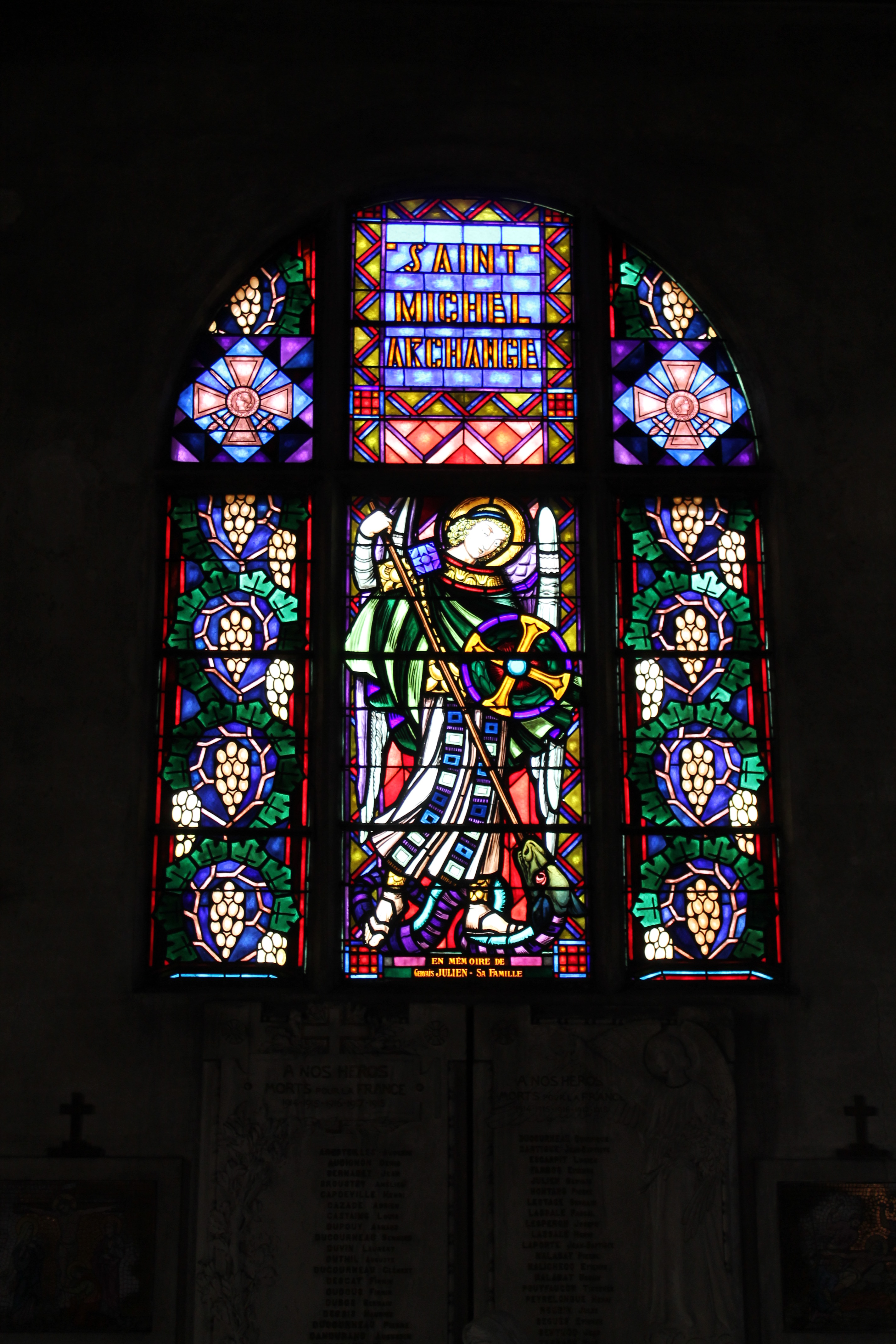
Erzengel Michael

### Schloss Aon

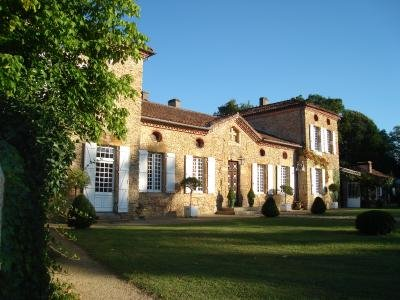
Schloss Aon

Das Schloss wurde am Ende des 16. Jahrhunderts von Pierre de Castelnau errichtet, der die Grundherrschaft von Brocas kaufte und den Titel eines Barons annahm. Der Besitz blieb in den Händen der Familie Castelnau bis 1779, als er über eine Heirat wieder in die Familie Aon überging und das Schloss ihren Namen annahm. Während der Französischen Revolution blieb das Schloss unbewohnt, aber die Familie Aon, Barone von Brocas, haben sich anschließend wieder eingerichtet. Ein Familienmitglied der Aon ist bei der Überschwemmung im Jahre 1843 ums Leben gekommen. Das Gebäude besteht aus einem eingeschossigen Wohntrakt, der von zwei Pavillons mit je zwei Etagen flankiert wird. Er wird nach Norden mit einem Gebäudeflügel verlängert, der für die Dienerschaft vorgesehen war. Auf dem Giebel der Fassade ist das Kreuz des Malteserordens eingraviert, zu dem die Familie Castelnau gehörte. Das Schlossgrundstück ist nur mit wenig Wald bewachsen. Die Motive auf den Kaminen stammen aus der Zeit des Direktoriums. Das Schloss hat keine Veränderungen erfahren mit Ausnahme des Wechsels der Fassadenseite, als die Landstraße zwischen Brocas und Labrit trassiert wurde. Es ist in Privatbesitz und für die Öffentlichkeit nicht zugänglich.

### Schmiedemuseum

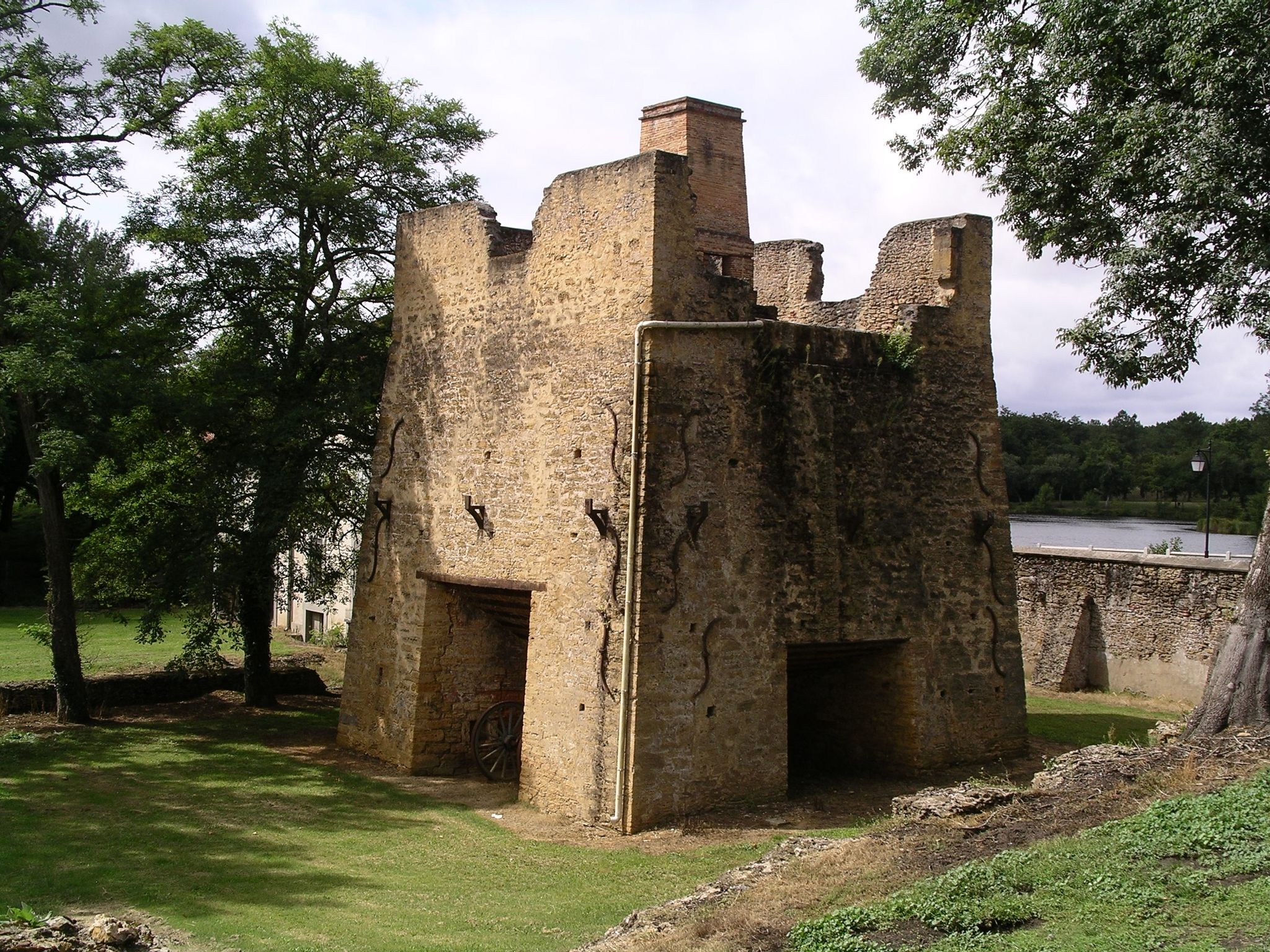
Hochofen, errichtet 1833

Die königliche Verordnung vom 4. März 1830 erlaubte es Dominique Lareillet, einen Hochofen in Brocas zu bauen. Dieser und die notwendigen Nebengebäude wurden errichtet, und die erste Beschickung erfolgte am 12. Juni 1833. Mit seiner Höhe von elf Metern ist der Hochofen, der restauriert auf dem Museumsgelände zu sehen ist, eines der letzten Zeugnisse der Industrie des 19. Jahrhunderts in den Landes. Bis 1905 wurden hier vor allem Wohneinrichtungsgegenstände hergestellt.
Der Verein Musée des forges wurde 1989 in das Leben gerufen und hat sich zur Aufgabe gemacht, die schwere Arbeit der Vorfahren zu erzählen und in Erinnerung zu bewahren. Die Wohnungen der Arbeiter bestehen noch neben dem früheren Kohlelager und den Werkstätten. Im Gebäude der ehemaligen Getreidemühle geben Informationstafeln mit Erläuterungen zu den Techniken, Werkzeuge und Videofilme zusammen mit Exemplaren von Erzeugnissen wie beispielsweise Kaminplatten Aufschluss über die damalige industrielle Aktivität.
Der ehemalige Hochofen, die Getreidemühle, die beiden Gebäude, die die ehemalige „Werkstatt“ bildeten, das Gebäude, das „Scheune“ genannt wird, und das Stauwerk sind seit dem 18. September 2006 als Monuments historiques eingeschrieben.

## Wirtschaft und Infrastruktur

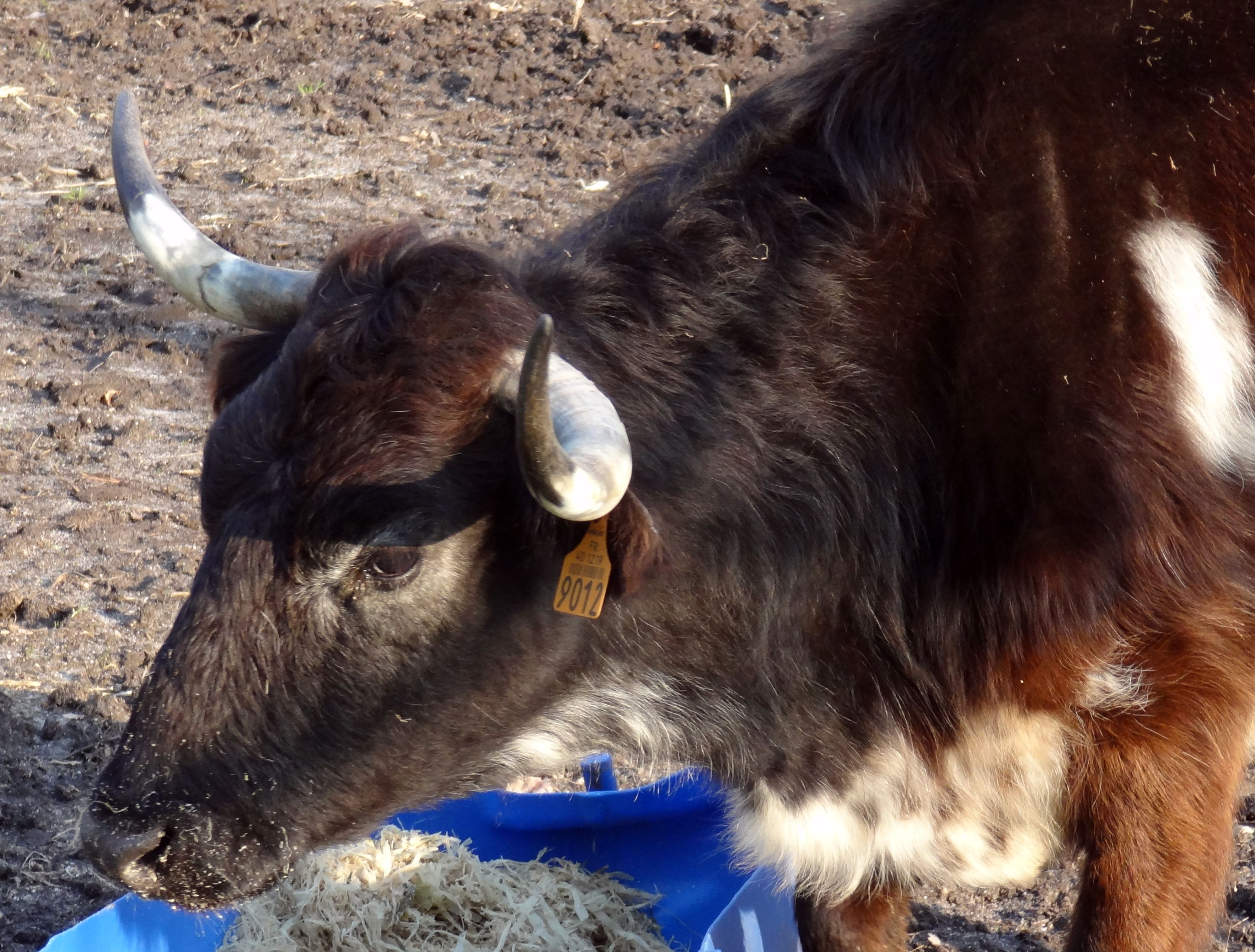
Zuchtstier

Handel und Dienstleistungen sind die wichtigsten Wirtschaftsfaktoren der Gemeinde. Brocas verfügt über eine Arena, um eine Course Landaise, ein traditionelles, unblutiges Spiel mit wilden Stieren, oder andere öffentliche Veranstaltungen auszutragen. Im Viertel Malabat befindet sich seit 1993 der Betrieb La Ganadería Malabat zur Aufzucht der Kampfstiere. Besucher können die Haltung der rund hundert Tiere besichtigen oder an speziellen Tagen beispielsweise der Auftragung von Brandzeichen an Kälbern beiwohnen.

### Bildung
Die Gemeinde verfügt über eine öffentliche Vor- und Grundschule mit 73 Schülerinnen und Schülern im Schuljahr 2017/2018.

### Sport und Freizeit
- Brocas liegt im Regionalen Naturpark Landes de Gascogne.[22]

- Ein Rundweg mit einer Länge von 12 km führt ohne Höhenunterschied durch das Gemeindegebiet durch Kiefernwälder und an Lagunen vorbei.[23]

### Verkehr
Brocas ist erreichbar über die Routes départementales 153, 353 und 651, der ehemaligen Route nationale 651.

## Persönlichkeiten
- Adolphe Larreillet, geboren am 29. März 1805 in Parentis-en-Born, gestorben am 15. Januar 1843 in Brocas, war Gründer und Betreiber der Schmiedewerke in Brocas. Er war außerdem von 1840 bis zu seinem Tod Bürgermeister der Gemeinde. Adolphe Larreillet ertrank beim Hochwasser beim Versuch, den Hochofen zu retten. Sein Körper wurde nie gefunden.

- Robert Bézos, geboren am 5. Mai 1882 in Luxey, gestorben am 23. Mai 1948 in Brocas, war ein französischer Politiker. Er war Mitglied der Parti républicain, radical et radical-socialiste, Bürgermeister, Mitglied des Départementrats und der Abgeordnetenkammer. Am 10. Juli 1940 stimmte er für das Ermächtigungsgesetz, das die Dritte Französische Republik beendete. Aus diesem Grund erlangte er nach der Befreiung kein Mandat mehr.